# Nomada mckenziei
Nomada mckenziei är en biart som beskrevs av Timberlake och Cockerell 1937. Nomada mckenziei ingår i släktet gökbin, och familjen långtungebin. Inga underarter finns listade i Catalogue of Life.